# Linda Bolder
Linda Bolder (Velserbroek, 3 de julio de 1988) es una deportista neerlandesa que compite en judo (desde 2016 lo hace bajo la bandera de Israel).
Ganó una medalla de plata en el Campeonato Europeo de Judo de 2013, en la categoría de –70 kg.

## Palmarés internacional
| Representando a los Países Bajos |                    |                  |           |
| Campeonato Europeo               |                    |                  |           |
| Año                              | Lugar              | Medalla          | Categoría |
| 2013                             | Budapest (Hungría) | Medalla de plata | –70 kg    |